# Wilhelmina Nordström
Wilhelmina Elisabet Nordström, född 15 oktober 1815 i Pyttis, död 27 februari 1902, var en finländsk skolledare, författare och kritiker.
Nordström, som var prästdotter, studerade vid Fredrikshamns flickskola. Från 1835 var hon verksam som guvernant och inrättade 1858 en flickskola i Heinola. År 1861 företog hon en pedagogisk studieresa till Tyskland och Schweiz och organiserade med hjälp av statsbidrag 1862 en ny flickskola i Borgå, vilken hon förestod ända till 1878.
Redan tidigt intresserade sig Nordströms för att skriva poesi, och Johan Ludvig Runeberg, som tillfälligtvis fått läsa åtskilliga av hennes dikter i manuskriptform, förordade ivrigt deras befordrande till trycket. Så utgavs 1861 i Helsingfors hennes Dikter (betydligt utökad upplaga trycktes i Örebro 1864). De innehåller främst lyrik jämte några romanser och epos. Hon skrev även kritik i "Finsk Tidskrift" (under signaturen –m –m) och artiklar i "Tidskrift för hemmet" (under signaturen V–a N–m).
I sitt efterlämnade testamente donerade Nordström 27 000 mark vardera till Svenska folkskolans vänner och Finska folkskolans vänner samt dessutom smärre summor för välgörande ändamål.